# Santamartamyrfågel
Santamartamyrfågel (Drymophila hellmayri) är en fågel i familjen myrfåglar inom ordningen tättingar.

## Utseende och läte
Santamartamyrfågeln är en 14–16 cm lång myrfågel med lång stjärt. Hjässan och främre delen av ovansidan är svart, streckad vit hos hanen, kanel- eller rostbrun hos honan. Stjärten är sotfärgad med roströd anstrykning och ett brett svartaktigt band en bit in från spetsen.

## Utbredning och systematik
Fågeln förekommer i norra Colombia (Sierra Nevada de Santa Marta). Tidigare behandlades den som en underart till Drymophila caudata. 

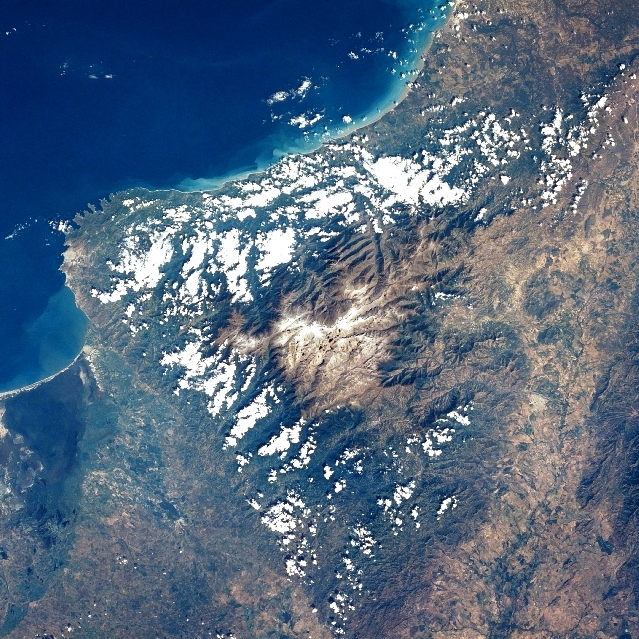
Flygbild över Sierra Nevada de Santa Marta.

## Status
Arten har ett begränsat utbredningsområde och tros minska i antal. IUCN kategoriserar den som nära hotad.

## Namn
Fågelns vetenskapliga artnamn hedrar den österrikisk-amerikanska ornitologen Carl Eduard Hellmayr (1878-1944).